# فهرست خورشیدگرفتگی‌های سده ۹ (پیش از میلاد)
این فهرست شامل خورشیدگرفتگی‌های قرن نهم پیش از میلاد است که در طی دورهٔ سال ۹۰۰ پیش از میلاد تا ۸۰۱ پیش از میلاد روی داده‌اند. در این دوره، ۲۲۵ خورشیدگرفتگی رخ داد که ۸۰ مورد آن خورشیدگرفتگی جزئی، ۷۵ مورد خورشیدگرفتگی حلقه‌ای، ۶۸ خورشیدگرفتگی کامل و ۴ مورد نیز از نوع خورشیدگرفتگی مرکب بود.
| تاریخ          | زمان بزرگترین گرفت | چرخهٔ ساروس | نوع    | قدر    | مدت زمان            | مکان                                            | مسیر گرفتگی            | ناحیهٔ جغرافیایی | منبع  |
| -------------- | ------------------ | ---------- | ------ | ------ | ------------------- | ----------------------------------------------- | ---------------------- | --------------- | ----- |
| ۲ مه ۹۰۰       | ۰۳:۳۱:۴۹           | ۴۳         | حلقه‌ای | ۰.۹۴۸۲ | ۰۵ دقیقه و ۴۹ ثانیه | ۱۹°۴۲′شمالی ۱۴۰°۰۰′غربی / ۱۹٫۷°شمالی ۱۴۰٫۰°غربی | ۱۹۲ کیلومتر (۱۱۹ مایل) |                 | [ ۱ ] |
| ۲۶ اکتبر ۹۰۰   | ۰۷:۳۰:۰۰           | ۴۸         | کامل   | ۱.۰۴۱۶ | ۰۳ دقیقه و ۲۱ ثانیه | ۲۵°۰۶′جنوبی ۱۵۴°۰۰′شرقی / ۲۵٫۱°جنوبی ۱۵۴٫۰°شرقی | ۱۴۵ کیلومتر (۹۰ مایل)  |                 | [ ۱ ] |
| ۲۱ آوریل ۸۹۹   | ۰۴:۵۳:۴۵           | ۵۳         | حلقه‌ای | ۰.۹۵۹۱ | ۰۳ دقیقه و ۰۴ ثانیه | ۵۸°۱۲′شمالی ۱۵۱°۱۸′شرقی / ۵۸٫۲°شمالی ۱۵۱٫۳°شرقی | ۳۳۰ کیلومتر (۲۱۰ مایل) |                 | [ ۱ ] |
| ۱۵ اکتبر ۸۹۹   | ۲۱:۰۰:۴۰           | ۵۸         | جزئی   | ۰.۹۵۶۳ | —                   | ۶۰°۴۸′جنوبی ۱۳۹°۱۲′غربی / ۶۰٫۸°جنوبی ۱۳۹٫۲°غربی | —                      |                 | [ ۱ ] |
| ۱۲ مارس ۸۹۸    | ۰۲:۴۴:۴۰           | ۲۵         | جزئی   | ۰.۹۲۱۳ | —                   | ۶۰°۵۴′جنوبی ۱۶°۴۲′غربی / ۶۰٫۹°جنوبی ۱۶٫۷°غربی   | —                      |                 | [ ۱ ] |
| ۵ سپتامبر ۸۹۸  | ۱۱:۳۱:۴۶           | ۳۰         | جزئی   | ۰.۷۰۲۰ | —                   | ۶۱°۰۰′شمالی ۱۴۵°۱۲′غربی / ۶۱٫۰°شمالی ۱۴۵٫۲°غربی | —                      |                 | [ ۱ ] |
| ۲۹ فوریه ۸۹۷   | ۱۸:۲۷:۵۳           | ۳۵         | کامل   | ۱.۰۶۵۲ | ۰۵ دقیقه و ۰۴ ثانیه | ۲۷°۰۰′جنوبی ۱۴°۰۶′شرقی / ۲۷٫۰°جنوبی ۱۴٫۱°شرقی   | ۲۲۳ کیلومتر (۱۳۹ مایل) |                 | [ ۱ ] |
| ۲۴ اوت ۸۹۷     | ۱۱:۱۶:۲۷           | ۴۰         | حلقه‌ای | ۰.۹۳۶۰ | ۰۶ دقیقه و ۳۲ ثانیه | ۳۷°۵۴′شمالی ۱۲۲°۵۴′شرقی / ۳۷٫۹°شمالی ۱۲۲٫۹°شرقی | ۲۶۴ کیلومتر (۱۶۴ مایل) |                 | [ ۱ ] |
| ۱۸ فوریه ۸۹۶   | ۱۰:۴۱:۱۵           | ۴۵         | کامل   | ۱.۰۴۲۸ | ۰۳ دقیقه و ۵۱ ثانیه | ۷°۱۸′شمالی ۱۱۲°۱۸′شرقی / ۷٫۳°شمالی ۱۱۲٫۳°شرقی   | ۱۵۵ کیلومتر (۹۶ مایل)  |                 | [ ۱ ] |
| ۱۳ اوت ۸۹۶     | ۱۴:۲۷:۰۹           | ۵۰         | حلقه‌ای | ۰.۹۷۹۲ | ۰۲ دقیقه و ۲۰ ثانیه | ۱°۱۲′شمالی ۵۵°۰۶′شرقی / ۱٫۲°شمالی ۵۵٫۱°شرقی     | ۷۸ کیلومتر (۴۸ مایل)   |                 | [ ۱ ] |
| ۷ فوریه ۸۹۵    | ۲۲:۴۶:۰۴           | ۵۵         | جزئی   | ۰.۶۷۶۹ | —                   | ۶۲°۱۸′شمالی ۱۱۱°۱۲′غربی / ۶۲٫۳°شمالی ۱۱۱٫۲°غربی | —                      |                 | [ ۱ ] |
| ۳ اوت ۸۹۵      | ۰۱:۰۳:۲۶           | ۶۰         | جزئی   | ۰.۹۶۲۹ | —                   | ۶۳°۰۰′جنوبی ۱۴۰°۴۸′غربی / ۶۳٫۰°جنوبی ۱۴۰٫۸°غربی | —                      |                 | [ ۱ ] |
| ۲۹ دسامبر ۸۹۵  | ۰۹:۱۹:۰۰           | ۲۷         | جزئی   | ۰.۸۵۷۵ | —                   | ۶۵°۳۶′جنوبی ۵۴°۱۸′غربی / ۶۵٫۶°جنوبی ۵۴٫۳°غربی   | —                      |                 | [ ۱ ] |
| ۲۴ ژوئن ۸۹۴    | ۰۹:۵۶:۲۷           | ۳۲         | کامل   | ۱.۰۶۸۹ | ۰۳ دقیقه و ۵۹ ثانیه | ۷۸°۱۸′شمالی ۱۳۵°۰۶′شرقی / ۷۸٫۳°شمالی ۱۳۵٫۱°شرقی | ۳۹۱ کیلومتر (۲۴۳ مایل) |                 | [ ۱ ] |
| ۱۸ دسامبر ۸۹۴  | ۰۸:۴۶:۰۳           | ۳۷         | حلقه‌ای | ۰.۹۳۱۸ | ۰۷ دقیقه و ۲۰ ثانیه | ۴۴°۵۴′جنوبی ۱۴۶°۱۸′شرقی / ۴۴٫۹°جنوبی ۱۴۶٫۳°شرقی | ۲۷۵ کیلومتر (۱۷۱ مایل) |                 | [ ۱ ] |
| ۱۳ ژوئن ۸۹۳    | ۰۱:۳۱:۲۱           | ۴۲         | کامل   | ۱.۰۳۹۲ | ۰۳ دقیقه و ۴۷ ثانیه | ۲۷°۰۶′شمالی ۱۰۷°۳۰′غربی / ۲۷٫۱°شمالی ۱۰۷٫۵°غربی | ۱۳۲ کیلومتر (۸۲ مایل)  |                 | [ ۱ ] |
| ۶ دسامبر ۸۹۳   | ۱۳:۴۵:۱۰           | ۴۷         | حلقه‌ای | ۰.۹۸۰۵ | ۰۲ دقیقه و ۱۹ ثانیه | ۲°۰۰′جنوبی ۷۱°۱۸′شرقی / ۲٫۰°جنوبی ۷۱٫۳°شرقی     | ۷۴ کیلومتر (۴۶ مایل)   |                 | [ ۱ ] |
| ۲ ژوئن ۸۹۲     | ۱۱:۱۷:۵۴           | ۵۲         | حلقه‌ای | ۰.۹۷۹۲ | ۰۲ دقیقه و ۲۲ ثانیه | ۲۵°۴۸′جنوبی ۱۱۰°۴۲′شرقی / ۲۵٫۸°جنوبی ۱۱۰٫۷°شرقی | ۱۰۷ کیلومتر (۶۶ مایل)  |                 | [ ۱ ] |
| ۲۶ نوامبر ۸۹۲  | ۰۱:۴۵:۵۳           | ۵۷         | کامل   | ۱.۰۱۴۴ | ۰۰ دقیقه و ۵۹ ثانیه | ۶۷°۱۲′شمالی ۸۹°۳۰′غربی / ۶۷٫۲°شمالی ۸۹٫۵°غربی   | —                      |                 | [ ۱ ] |
| ۲۲ آوریل ۸۹۱   | ۲۳:۱۰:۴۰           | ۲۴         | جزئی   | ۰.۳۹۴۴ | —                   | ۷۱°۱۲′شمالی ۱۷۱°۳۶′شرقی / ۷۱٫۲°شمالی ۱۷۱٫۶°شرقی | —                      |                 | [ ۱ ] |
| ۲۲ مه ۸۹۱      | ۱۴:۰۷:۱۱           | ۶۲         | جزئی   | ۰.۰۶۶۷ | —                   | ۶۹°۱۸′جنوبی ۹۲°۴۲′شرقی / ۶۹٫۳°جنوبی ۹۲٫۷°شرقی   | —                      |                 | [ ۱ ] |
| ۱۷ اکتبر ۸۹۱   | ۰۶:۲۸:۵۶           | ۲۹         | جزئی   | ۰.۸۹۶۶ | —                   | ۷۱°۳۰′جنوبی ۶۹°۲۴′شرقی / ۷۱٫۵°جنوبی ۶۹٫۴°شرقی   | —                      |                 | [ ۱ ] |
| ۱۲ آوریل ۸۹۰   | ۰۱:۴۵:۰۶           | ۳۴         | حلقه‌ای | ۰.۹۷۶۵ | ۰۲ دقیقه و ۲۱ ثانیه | ۳۶°۱۲′شمالی ۱۲۰°۱۲′غربی / ۳۶٫۲°شمالی ۱۲۰٫۲°غربی | ۱۰۰ کیلومتر (۶۲ مایل)  |                 | [ ۱ ] |
| ۶ اکتبر ۸۹۰    | ۱۸:۳۶:۱۷           | ۳۹         | حلقه‌ای | ۰.۹۸۴۶ | ۰۱ دقیقه و ۳۴ ثانیه | ۲۳°۵۴′جنوبی ۱۱°۱۲′غربی / ۲۳٫۹°جنوبی ۱۱٫۲°غربی   | ۵۹ کیلومتر (۳۷ مایل)   |                 | [ ۱ ] |
| ۳۱ مارس ۸۸۹    | ۱۱:۰۹:۴۷           | ۴۴         | کامل   | ۱.۰۳۱۸ | ۰۳ دقیقه و ۰۶ ثانیه | ۱۲°۳۰′جنوبی ۱۱۵°۴۸′شرقی / ۱۲٫۵°جنوبی ۱۱۵٫۸°شرقی | ۱۱۰ کیلومتر (۶۸ مایل)  |                 | [ ۱ ] |
| ۲۴ سپتامبر ۸۸۹ | ۲۳:۴۷:۰۰           | ۴۹         | حلقه‌ای | ۰.۹۳۸۳ | ۰۷ دقیقه و ۲۳ ثانیه | ۲۰°۴۸′شمالی ۷۴°۲۴′غربی / ۲۰٫۸°شمالی ۷۴٫۴°غربی   | ۲۴۱ کیلومتر (۱۵۰ مایل) |                 | [ ۱ ] |
| ۲۱ مارس ۸۸۸    | ۰۲:۲۲:۴۷           | ۵۴         | کامل   | ۱.۰۵۵۸ | ۰۳ دقیقه و ۱۸ ثانیه | ۶۷°۵۴′جنوبی ۶۴°۳۶′غربی / ۶۷٫۹°جنوبی ۶۴٫۶°غربی   | ۶۲۴ کیلومتر (۳۸۸ مایل) |                 | [ ۱ ] |
| ۱۳ سپتامبر ۸۸۸ | ۲۳:۳۴:۲۳           | ۵۹         | جزئی   | ۰.۸۹۶۲ | —                   | ۷۱°۳۰′شمالی ۳۵°۲۴′شرقی / ۷۱٫۵°شمالی ۳۵٫۴°شرقی   | —                      |                 | [ ۱ ] |
| ۹ فوریه ۸۸۷    | ۰۹:۴۴:۴۶           | ۲۶         | کامل   | ۱.۰۱۵۷ | ۰۱ دقیقه و ۱۳ ثانیه | ۵۴°۱۲′شمالی ۱۱۷°۴۸′شرقی / ۵۴٫۲°شمالی ۱۱۷٫۸°شرقی | ۱۸۵ کیلومتر (۱۱۵ مایل) |                 | [ ۱ ] |
| ۴ اوت ۸۸۷      | ۱۱:۵۷:۴۳           | ۳۱         | جزئی   | ۰.۷۹۳۸ | —                   | ۶۸°۳۶′جنوبی ۷۷°۰۶′شرقی / ۶۸٫۶°جنوبی ۷۷٫۱°شرقی   | —                      |                 | [ ۱ ] |
| ۲۹ ژانویه ۸۸۶  | ۱۹:۵۱:۰۱           | ۳۶         | حلقه‌ای | ۰.۹۶۹۱ | ۰۳ دقیقه و ۵۰ ثانیه | ۵°۱۸′جنوبی ۱۸°۱۲′غربی / ۵٫۳°جنوبی ۱۸٫۲°غربی     | ۱۱۵ کیلومتر (۷۱ مایل)  |                 | [ ۱ ] |
| ۲۵ ژوئیه ۸۸۶   | ۰۰:۲۹:۵۹           | ۴۱         | کامل   | ۱.۰۵۳۵ | ۰۵ دقیقه و ۲۰ ثانیه | ۳°۲۴′شمالی ۹۱°۲۴′غربی / ۳٫۴°شمالی ۹۱٫۴°غربی     | ۱۸۷ کیلومتر (۱۱۶ مایل) |                 | [ ۱ ] |
| ۱۸ ژانویه ۸۸۵  | ۲۲:۳۱:۳۷           | ۴۶         | حلقه‌ای | ۰.۹۲۶۱ | ۰۷ دقیقه و ۴۴ ثانیه | ۵۰°۰۰′جنوبی ۵۵°۱۸′غربی / ۵۰٫۰°جنوبی ۵۵٫۳°غربی   | ۳۱۴ کیلومتر (۱۹۵ مایل) |                 | [ ۱ ] |
| ۱۳ ژوئیه ۸۸۵   | ۱۷:۱۰:۳۲           | ۵۱         | کامل   | ۱.۰۷۴۳ | ۰۵ دقیقه و ۳۳ ثانیه | ۴۷°۵۴′شمالی ۱۸°۳۰′شرقی / ۴۷٫۹°شمالی ۱۸٫۵°شرقی   | ۲۶۵ کیلومتر (۱۶۵ مایل) |                 | [ ۱ ] |
| ۶ ژانویه ۸۸۴   | ۲۱:۴۷:۱۶           | ۵۶         | جزئی   | ۰.۷۱۰۴ | —                   | ۶۶°۲۴′جنوبی ۱۳۷°۰۰′شرقی / ۶۶٫۴°جنوبی ۱۳۷٫۰°شرقی | —                      |                 | [ ۱ ] |
| ۴ ژوئن ۸۸۴     | ۰۰:۳۵:۰۸           | ۲۳         | جزئی   | ۰.۲۰۶۹ | —                   | ۶۳°۱۸′جنوبی ۵۴°۱۲′غربی / ۶۳٫۳°جنوبی ۵۴٫۲°غربی   | —                      |                 | [ ۱ ] |
| ۳ ژوئیه ۸۸۴    | ۰۹:۲۱:۳۳           | ۶۱         | جزئی   | ۰.۶۸۹۴ | —                   | ۶۵°۴۲′شمالی ۳۲°۱۸′غربی / ۶۵٫۷°شمالی ۳۲٫۳°غربی   | —                      |                 | [ ۱ ] |
| ۲۷ نوامبر ۸۸۴  | ۱۱:۱۰:۱۲           | ۲۸         | جزئی   | ۰.۸۳۸۹ | —                   | ۶۲°۴۸′شمالی ۱۵۲°۲۴′شرقی / ۶۲٫۸°شمالی ۱۵۲٫۴°شرقی | —                      |                 | [ ۱ ] |
| ۲۴ مه ۸۸۳      | ۰۸:۱۹:۴۳           | ۳۳         | حلقه‌ای | ۰.۹۶۶۶ | ۰۳ دقیقه و ۴۴ ثانیه | ۲۳°۵۴′جنوبی ۱۶۵°۳۰′شرقی / ۲۳٫۹°جنوبی ۱۶۵٫۵°شرقی | ۱۶۷ کیلومتر (۱۰۴ مایل) |                 | [ ۱ ] |
| ۱۷ نوامبر ۸۸۳  | ۰۰:۳۷:۳۳           | ۳۸         | کامل   | ۱.۰۳۹۶ | ۰۳ دقیقه و ۳۵ ثانیه | ۳°۱۲′شمالی ۸۷°۰۰′غربی / ۳٫۲°شمالی ۸۷٫۰°غربی     | ۱۴۲ کیلومتر (۸۸ مایل)  |                 | [ ۱ ] |
| ۱۳ مه ۸۸۲      | ۰۹:۵۱:۲۹           | ۴۳         | حلقه‌ای | ۰.۹۴۹۲ | ۰۵ دقیقه و ۵۴ ثانیه | ۱۸°۳۶′شمالی ۱۲۵°۳۶′شرقی / ۱۸٫۶°شمالی ۱۲۵٫۶°شرقی | ۱۸۷ کیلومتر (۱۱۶ مایل) |                 | [ ۱ ] |
| ۶ نوامبر ۸۸۲   | ۱۶:۱۷:۵۳           | ۴۸         | کامل   | ۱.۰۳۸۹ | ۰۳ دقیقه و ۰۸ ثانیه | ۲۹°۱۲′جنوبی ۲۱°۰۰′شرقی / ۲۹٫۲°جنوبی ۲۱٫۰°شرقی   | ۱۳۶ کیلومتر (۸۵ مایل)  |                 | [ ۱ ] |
| ۱ مه ۸۸۱       | ۱۱:۳۰:۵۳           | ۵۳         | حلقه‌ای | ۰.۹۶۵۳ | ۰۲ دقیقه و ۴۲ ثانیه | ۵۶°۵۴′شمالی ۶۱°۳۰′شرقی / ۵۶٫۹°شمالی ۶۱٫۵°شرقی   | ۲۱۲ کیلومتر (۱۳۲ مایل) |                 | [ ۱ ] |
| ۲۶ اکتبر ۸۸۱   | ۰۵:۳۰:۰۵           | ۵۸         | جزئی   | ۰.۹۶۱۲ | —                   | ۶۱°۰۶′جنوبی ۸۳°۲۴′شرقی / ۶۱٫۱°جنوبی ۸۳٫۴°شرقی   | —                      |                 | [ ۱ ] |
| ۲۲ مارس ۸۸۰    | ۱۰:۲۲:۵۲           | ۲۵         | جزئی   | ۰.۸۲۶۷ | —                   | ۶۰°۴۸′جنوبی ۱۴۱°۱۸′غربی / ۶۰٫۸°جنوبی ۱۴۱٫۳°غربی | —                      |                 | [ ۱ ] |
| ۲۰ آوریل ۸۸۰   | ۱۹:۲۹:۵۴           | ۶۳         | جزئی   | ۰.۰۴۱۴ | —                   | ۶۱°۰۰′شمالی ۱۲۱°۲۴′غربی / ۶۱٫۰°شمالی ۱۲۱٫۴°غربی | —                      |                 | [ ۱ ] |
| ۱۵ سپتامبر ۸۸۰ | ۱۸:۵۷:۴۷           | ۳۰         | جزئی   | ۰.۶۳۹۷ | —                   | ۶۰°۴۲′شمالی ۹۳°۱۸′شرقی / ۶۰٫۷°شمالی ۹۳٫۳°شرقی   | —                      |                 | [ ۱ ] |
| ۱۲ مارس ۸۷۹    | ۰۲:۲۵:۳۰           | ۳۵         | کامل   | ۱.۰۶۸۵ | ۰۵ دقیقه و ۱۶ ثانیه | ۲۵°۱۲′جنوبی ۱۰۵°۳۶′غربی / ۲۵٫۲°جنوبی ۱۰۵٫۶°غربی | ۲۳۷ کیلومتر (۱۴۷ مایل) |                 | [ ۱ ] |
| ۴ سپتامبر ۸۷۹  | ۱۸:۳۲:۱۳           | ۴۰         | حلقه‌ای | ۰.۹۳۳۸ | ۰۶ دقیقه و ۴۲ ثانیه | ۳۶°۰۶′شمالی ۱۴°۳۰′شرقی / ۳۶٫۱°شمالی ۱۴٫۵°شرقی   | ۲۷۹ کیلومتر (۱۷۳ مایل) |                 | [ ۱ ] |
| ۱ مارس ۸۷۸     | ۱۸:۴۱:۵۱           | ۴۵         | کامل   | ۱.۰۴۳۹ | ۰۳ دقیقه و ۵۲ ثانیه | ۸°۲۴′شمالی ۹°۲۴′غربی / ۸٫۴°شمالی ۹٫۴°غربی       | ۱۵۶ کیلومتر (۹۷ مایل)  |                 | [ ۱ ] |
| ۲۴ اوت ۸۷۸     | ۲۱:۵۶:۳۳           | ۵۰         | حلقه‌ای | ۰.۹۷۹۵ | ۰۲ دقیقه و ۱۲ ثانیه | ۰°۵۴′شمالی ۵۸°۱۸′غربی / ۰٫۹°شمالی ۵۸٫۳°غربی     | ۷۵ کیلومتر (۴۷ مایل)   |                 | [ ۱ ] |
| ۱۹ فوریه ۸۷۷   | ۰۶:۳۵:۰۸           | ۵۵         | جزئی   | ۰.۷۳۰۸ | —                   | ۶۱°۴۲′شمالی ۱۲۱°۱۲′شرقی / ۶۱٫۷°شمالی ۱۲۱٫۲°شرقی | —                      |                 | [ ۱ ] |
| ۱۳ اوت ۸۷۷     | ۰۸:۴۷:۴۰           | ۶۰         | کامل   | ۱.۰۲۵۰ | ۰۱ دقیقه و ۵۰ ثانیه | ۵۲°۰۶′جنوبی ۱۰۹°۳۰′شرقی / ۵۲٫۱°جنوبی ۱۰۹٫۵°شرقی | ۳۴۹ کیلومتر (۲۱۷ مایل) |                 | [ ۱ ] |
| ۸ ژانویه ۸۷۶   | ۱۷:۰۸:۲۹           | ۲۷         | جزئی   | ۰.۸۳۴۵ | —                   | ۶۴°۳۶′جنوبی ۱۷۷°۰۰′شرقی / ۶۴٫۶°جنوبی ۱۷۷٫۰°شرقی | —                      |                 | [ ۱ ] |
| ۴ ژوئیه ۸۷۶    | ۱۷:۲۶:۳۳           | ۳۲         | کامل   | ۱.۰۶۳۸ | ۰۳ دقیقه و ۲۸ ثانیه | ۸۳°۰۰′شمالی ۷۰°۰۶′شرقی / ۸۳٫۰°شمالی ۷۰٫۱°شرقی   | ۴۵۲ کیلومتر (۲۸۱ مایل) |                 | [ ۱ ] |
| ۲۸ دسامبر ۸۷۶  | ۱۶:۴۹:۰۸           | ۳۷         | حلقه‌ای | ۰.۹۳۵۲ | ۰۶ دقیقه و ۴۹ ثانیه | ۴۵°۴۸′جنوبی ۲۸°۱۲′شرقی / ۴۵٫۸°جنوبی ۲۸٫۲°شرقی   | ۲۶۰ کیلومتر (۱۶۰ مایل) |                 | [ ۱ ] |
| ۲۴ ژوئن ۸۷۵    | ۰۸:۴۲:۲۳           | ۴۲         | کامل   | ۱.۰۳۴۳ | ۰۳ دقیقه و ۱۳ ثانیه | ۳۲°۲۴′شمالی ۱۴۴°۳۰′شرقی / ۳۲٫۴°شمالی ۱۴۴٫۵°شرقی | ۱۱۷ کیلومتر (۷۳ مایل)  |                 | [ ۱ ] |
| ۱۷ دسامبر ۸۷۵  | ۲۲:۱۵:۳۹           | ۴۷         | حلقه‌ای | ۰.۹۸۴۵ | ۰۱ دقیقه و ۴۹ ثانیه | ۳°۳۶′جنوبی ۵۸°۰۰′غربی / ۳٫۶°جنوبی ۵۸٫۰°غربی     | ۵۸ کیلومتر (۳۶ مایل)   |                 | [ ۱ ] |
| ۱۳ ژوئن ۸۷۴    | ۱۷:۵۸:۳۰           | ۵۲         | حلقه‌ای | ۰.۹۷۶۶ | ۰۲ دقیقه و ۵۱ ثانیه | ۱۷°۵۴′جنوبی ۶°۰۰′شرقی / ۱۷٫۹°جنوبی ۶٫۰°شرقی     | ۱۰۹ کیلومتر (۶۸ مایل)  |                 | [ ۱ ] |
| ۷ دسامبر ۸۷۴   | ۱۰:۳۵:۰۸           | ۵۷         | کامل   | ۱.۰۱۷۴ | ۰۱ دقیقه و ۱۳ ثانیه | ۶۳°۳۰′شمالی ۱۲۵°۱۸′شرقی / ۶۳٫۵°شمالی ۱۲۵٫۳°شرقی | —                      |                 | [ ۱ ] |
| ۳ مه ۸۷۳       | ۰۵:۳۵:۰۲           | ۲۴         | جزئی   | ۰.۲۵۶۲ | —                   | ۷۰°۳۶′شمالی ۶۱°۰۰′شرقی / ۷۰٫۶°شمالی ۶۱٫۰°شرقی   | —                      |                 | [ ۱ ] |
| ۱ ژوئن ۸۷۳     | ۲۰:۲۵:۵۹           | ۶۲         | جزئی   | ۰.۲۱۲۲ | —                   | ۶۸°۱۸′جنوبی ۱۵°۰۶′غربی / ۶۸٫۳°جنوبی ۱۵٫۱°غربی   | —                      |                 | [ ۱ ] |
| ۲۷ اکتبر ۸۷۳   | ۱۵:۱۰:۲۳           | ۲۹         | جزئی   | ۰.۸۸۰۹ | —                   | ۷۱°۰۶′جنوبی ۷۶°۱۲′غربی / ۷۱٫۱°جنوبی ۷۶٫۲°غربی   | —                      |                 | [ ۱ ] |
| ۲۲ آوریل ۸۷۲   | ۰۸:۳۳:۴۰           | ۳۴         | حلقه‌ای | ۰.۹۸۰۶ | ۰۱ دقیقه و ۴۷ ثانیه | ۴۵°۱۸′شمالی ۱۳۲°۴۲′شرقی / ۴۵٫۳°شمالی ۱۳۲٫۷°شرقی | ۸۷ کیلومتر (۵۴ مایل)   |                 | [ ۱ ] |
| ۱۷ اکتبر ۸۷۲   | ۰۲:۵۳:۲۸           | ۳۹         | حلقه‌ای | ۰.۹۷۹۳ | ۰۲ دقیقه و ۰۵ ثانیه | ۲۹°۰۶′جنوبی ۱۳۷°۴۲′غربی / ۲۹٫۱°جنوبی ۱۳۷٫۷°غربی | ۸۰ کیلومتر (۵۰ مایل)   |                 | [ ۱ ] |
| ۱۱ آوریل ۸۷۱   | ۱۸:۳۱:۵۱           | ۴۴         | کامل   | ۱.۰۳۷۷ | ۰۳ دقیقه و ۴۲ ثانیه | ۴°۳۶′جنوبی ۱°۳۶′شرقی / ۴٫۶°جنوبی ۱٫۶°شرقی       | ۱۲۸ کیلومتر (۸۰ مایل)  |                 | [ ۱ ] |
| ۶ اکتبر ۸۷۱    | ۰۷:۳۳:۲۴           | ۴۹         | حلقه‌ای | ۰.۹۳۴۱ | ۰۸ دقیقه و ۱۱ ثانیه | ۱۵°۱۲′شمالی ۱۶۶°۲۴′شرقی / ۱۵٫۲°شمالی ۱۶۶٫۴°شرقی | ۲۵۷ کیلومتر (۱۶۰ مایل) |                 | [ ۱ ] |
| ۱ آوریل ۸۷۰    | ۱۰:۰۶:۰۴           | ۵۴         | کامل   | ۱.۰۶۲۳ | ۰۴ دقیقه و ۰۴ ثانیه | ۵۸°۰۰′جنوبی ۱۵۷°۴۸′شرقی / ۵۸٫۰°جنوبی ۱۵۷٫۸°شرقی | ۴۵۹ کیلومتر (۲۸۵ مایل) |                 | [ ۱ ] |
| ۲۵ سپتامبر ۸۷۰ | ۰۷:۰۵:۴۷           | ۵۹         | حلقه‌ای | ۰.۹۴۴۱ | —                   | ۷۱°۴۸′شمالی ۹۲°۵۴′غربی / ۷۱٫۸°شمالی ۹۲٫۹°غربی   | —                      |                 | [ ۱ ] |
| ۲۰ فوریه ۸۶۹   | ۱۷:۴۸:۰۷           | ۲۶         | کامل   | ۱.۰۱۲۹ | ۰۰ دقیقه و ۵۳ ثانیه | ۶۵°۴۲′شمالی ۲۱°۳۰′غربی / ۶۵٫۷°شمالی ۲۱٫۵°غربی   | ۴۰۷ کیلومتر (۲۵۳ مایل) |                 | [ ۱ ] |
| ۱۴ اوت ۸۶۹     | ۱۹:۲۶:۵۶           | ۳۱         | جزئی   | ۰.۷۰۹۴ | —                   | ۶۹°۳۰′جنوبی ۴۸°۳۰′غربی / ۶۹٫۵°جنوبی ۴۸٫۵°غربی   | —                      |                 | [ ۱ ] |
| ۹ فوریه ۸۶۸    | ۰۳:۳۹:۲۴           | ۳۶         | حلقه‌ای | ۰.۹۶۹۰ | ۰۳ دقیقه و ۴۹ ثانیه | ۰°۴۸′جنوبی ۱۳۷°۳۰′غربی / ۰٫۸°جنوبی ۱۳۷٫۵°غربی   | ۱۱۶ کیلومتر (۷۲ مایل)  |                 | [ ۱ ] |
| ۴ اوت ۸۶۸      | ۰۸:۱۳:۱۲           | ۴۱         | کامل   | ۱.۰۵۲۶ | ۰۵ دقیقه و ۱۱ ثانیه | ۱°۴۸′جنوبی ۱۵۰°۱۲′شرقی / ۱٫۸°جنوبی ۱۵۰٫۲°شرقی   | ۱۸۸ کیلومتر (۱۱۷ مایل) |                 | [ ۱ ] |
| ۲۹ ژانویه ۸۶۷  | ۰۶:۰۷:۱۱           | ۴۶         | حلقه‌ای | ۰.۹۲۸۰ | ۰۷ دقیقه و ۴۶ ثانیه | ۴۶°۰۰′جنوبی ۱۶۷°۱۸′غربی / ۴۶٫۰°جنوبی ۱۶۷٫۳°غربی | ۳۰۱ کیلومتر (۱۸۷ مایل) |                 | [ ۱ ] |
| ۲۵ ژوئیه ۸۶۷   | ۰۰:۵۲:۰۶           | ۵۱         | کامل   | ۱.۰۷۱۶ | ۰۵ دقیقه و ۳۵ ثانیه | ۴۲°۴۲′شمالی ۹۵°۲۴′غربی / ۴۲٫۷°شمالی ۹۵٫۴°غربی   | ۲۴۹ کیلومتر (۱۵۵ مایل) |                 | [ ۱ ] |
| ۱۸ ژانویه ۸۶۶  | ۰۵:۳۴:۴۶           | ۵۶         | جزئی   | ۰.۷۴۳۴ | —                   | ۶۷°۳۰′جنوبی ۸°۰۰′شرقی / ۶۷٫۵°جنوبی ۸٫۰°شرقی     | —                      |                 | [ ۱ ] |
| ۱۵ ژوئن ۸۶۶    | ۰۷:۳۶:۲۲           | ۲۳         | جزئی   | ۰.۰۶۰۶ | —                   | ۶۴°۰۶′جنوبی ۱۷۰°۲۴′غربی / ۶۴٫۱°جنوبی ۱۷۰٫۴°غربی | —                      |                 | [ ۱ ] |
| ۱۴ ژوئیه ۸۶۶   | ۱۶:۴۴:۳۹           | ۶۱         | جزئی   | ۰.۸۰۵۴ | —                   | ۶۶°۴۲′شمالی ۱۵۴°۴۸′غربی / ۶۶٫۷°شمالی ۱۵۴٫۸°غربی | —                      |                 | [ ۱ ] |
| ۸ دسامبر ۸۶۶   | ۱۹:۴۹:۰۵           | ۲۸         | جزئی   | ۰.۸۴۵۰ | —                   | ۶۳°۴۲′شمالی ۱۲°۰۰′شرقی / ۶۳٫۷°شمالی ۱۲٫۰°شرقی   | —                      |                 | [ ۱ ] |
| ۳ ژوئن ۸۶۵     | ۱۴:۵۰:۴۱           | ۳۳         | حلقه‌ای | ۰.۹۶۲۳ | ۰۴ دقیقه و ۱۳ ثانیه | ۲۹°۵۴′جنوبی ۶۶°۱۲′شرقی / ۲۹٫۹°جنوبی ۶۶٫۲°شرقی   | ۲۲۳ کیلومتر (۱۳۹ مایل) |                 | [ ۱ ] |
| ۲۷ نوامبر ۸۶۵  | ۰۹:۳۰:۴۳           | ۳۸         | کامل   | ۱.۰۴۰۶ | ۰۳ دقیقه و ۴۷ ثانیه | ۰°۴۲′شمالی ۱۳۷°۴۲′شرقی / ۰٫۷°شمالی ۱۳۷٫۷°شرقی   | ۱۴۶ کیلومتر (۹۱ مایل)  |                 | [ ۱ ] |
| ۲۳ مه ۸۶۴      | ۱۶:۰۸:۳۰           | ۴۳         | حلقه‌ای | ۰.۹۴۹۸ | ۰۶ دقیقه و ۰۵ ثانیه | ۱۶°۴۸′شمالی ۳۱°۴۸′شرقی / ۱۶٫۸°شمالی ۳۱٫۸°شرقی   | ۱۸۴ کیلومتر (۱۱۴ مایل) |                 | [ ۱ ] |
| ۱۷ نوامبر ۸۶۴  | ۰۱:۰۸:۳۲           | ۴۸         | کامل   | ۱.۰۳۶۷ | ۰۲ دقیقه و ۵۸ ثانیه | ۳۳°۰۶′جنوبی ۱۱۲°۰۶′غربی / ۳۳٫۱°جنوبی ۱۱۲٫۱°غربی | ۱۲۹ کیلومتر (۸۰ مایل)  |                 | [ ۱ ] |
| ۱۲ مه ۸۶۳      | ۱۸:۰۷:۲۲           | ۵۳         | حلقه‌ای | ۰.۹۷۰۶ | ۰۲ دقیقه و ۲۱ ثانیه | ۵۵°۵۴′شمالی ۳۰°۰۶′غربی / ۵۵٫۹°شمالی ۳۰٫۱°غربی   | ۱۵۲ کیلومتر (۹۴ مایل)  |                 | [ ۱ ] |
| ۶ نوامبر ۸۶۳   | ۱۴:۰۱:۳۹           | ۵۸         | جزئی   | ۰.۹۶۱۶ | —                   | ۶۱°۳۰′جنوبی ۵۴°۳۶′غربی / ۶۱٫۵°جنوبی ۵۴٫۶°غربی   | —                      |                 | [ ۱ ] |
| ۲ آوریل ۸۶۲    | ۱۷:۵۷:۰۰           | ۲۵         | جزئی   | ۰.۷۲۳۵ | —                   | ۶۰°۴۲′جنوبی ۹۵°۰۶′شرقی / ۶۰٫۷°جنوبی ۹۵٫۱°شرقی   | —                      |                 | [ ۱ ] |
| ۲ مه ۸۶۲       | ۰۲:۳۸:۴۱           | ۶۳         | جزئی   | ۰.۱۷۹۸ | —                   | ۶۱°۲۴′شمالی ۱۲۱°۱۸′شرقی / ۶۱٫۴°شمالی ۱۲۱٫۳°شرقی | —                      |                 | [ ۱ ] |
| ۲۷ سپتامبر ۸۶۲ | ۰۲:۳۱:۴۶           | ۳۰         | جزئی   | ۰.۵۹۰۰ | —                   | ۶۰°۳۶′شمالی ۳۰°۰۶′غربی / ۶۰٫۶°شمالی ۳۰٫۱°غربی   | —                      |                 | [ ۱ ] |
| ۲۲ مارس ۸۶۱    | ۱۰:۱۶:۳۷           | ۳۵         | کامل   | ۱.۰۷۱۲ | ۰۵ دقیقه و ۲۸ ثانیه | ۲۳°۴۲′جنوبی ۱۳۶°۱۲′شرقی / ۲۳٫۷°جنوبی ۱۳۶٫۲°شرقی | ۲۵۱ کیلومتر (۱۵۶ مایل) |                 | [ ۱ ] |
| ۱۵ سپتامبر ۸۶۱ | ۰۱:۵۷:۲۴           | ۴۰         | حلقه‌ای | ۰.۹۳۱۹ | ۰۶ دقیقه و ۵۵ ثانیه | ۳۳°۴۲′شمالی ۹۷°۰۶′غربی / ۳۳٫۷°شمالی ۹۷٫۱°غربی   | ۲۹۳ کیلومتر (۱۸۲ مایل) |                 | [ ۱ ] |
| ۱۲ مارس ۸۶۰    | ۰۲:۳۳:۰۵           | ۴۵         | کامل   | ۱.۰۴۴۷ | ۰۳ دقیقه و ۵۲ ثانیه | ۹°۳۶′شمالی ۱۲۸°۳۰′غربی / ۹٫۶°شمالی ۱۲۸٫۵°غربی   | ۱۵۶ کیلومتر (۹۷ مایل)  |                 | [ ۱ ] |
| ۴ سپتامبر ۸۶۰  | ۰۵:۳۶:۴۶           | ۵۰         | حلقه‌ای | ۰.۹۷۹۷ | ۰۲ دقیقه و ۰۷ ثانیه | ۰°۲۴′جنوبی ۱۷۴°۳۰′غربی / ۰٫۴°جنوبی ۱۷۴٫۵°غربی   | ۷۴ کیلومتر (۴۶ مایل)   |                 | [ ۱ ] |
| ۱ مارس ۸۵۹     | ۱۴:۱۱:۳۶           | ۵۵         | جزئی   | ۰.۸۰۱۷ | —                   | ۶۱°۱۲′شمالی ۳°۰۶′غربی / ۶۱٫۲°شمالی ۳٫۱°غربی     | —                      |                 | [ ۱ ] |
| ۲۴ اوت ۸۵۹     | ۱۶:۴۲:۴۹           | ۶۰         | کامل   | ۱.۰۲۷۱ | ۰۲ دقیقه و ۰۳ ثانیه | ۴۶°۱۲′جنوبی ۸°۵۴′غربی / ۴۶٫۲°جنوبی ۸٫۹°غربی     | ۲۳۶ کیلومتر (۱۴۷ مایل) |                 | [ ۱ ] |
| ۲۰ ژانویه ۸۵۸  | ۰۰:۴۹:۰۶           | ۲۷         | جزئی   | ۰.۷۹۹۳ | —                   | ۶۳°۳۶′جنوبی ۵۰°۵۴′شرقی / ۶۳٫۶°جنوبی ۵۰٫۹°شرقی   | —                      |                 | [ ۱ ] |
| ۱۶ ژوئیه ۸۵۸   | ۰۱:۰۱:۲۶           | ۳۲         | کامل   | ۱.۰۵۷۲ | ۰۲ دقیقه و ۵۵ ثانیه | ۷۸°۱۸′شمالی ۱۴°۰۶′شرقی / ۷۸٫۳°شمالی ۱۴٫۱°شرقی   | ۶۱۵ کیلومتر (۳۸۲ مایل) |                 | [ ۱ ] |
| ۹ ژانویه ۸۵۷   | ۰۰:۴۷:۰۰           | ۳۷         | حلقه‌ای | ۰.۹۳۹۲ | ۰۶ دقیقه و ۱۴ ثانیه | ۴۵°۴۸′جنوبی ۸۸°۳۰′غربی / ۴۵٫۸°جنوبی ۸۸٫۵°غربی   | ۲۴۴ کیلومتر (۱۵۲ مایل) |                 | [ ۱ ] |
| ۴ ژوئیه ۸۵۷    | ۱۵:۵۵:۰۳           | ۴۲         | کامل   | ۱.۰۲۸۷ | ۰۲ دقیقه و ۳۷ ثانیه | ۳۶°۴۸′شمالی ۳۷°۱۸′شرقی / ۳۶٫۸°شمالی ۳۷٫۳°شرقی   | ۱۰۰ کیلومتر (۶۲ مایل)  |                 | [ ۱ ] |
| ۲۸ دسامبر ۸۵۷  | ۰۶:۴۳:۱۸           | ۴۷         | حلقه‌ای | ۰.۹۸۹۲ | ۰۱ دقیقه و ۱۵ ثانیه | ۴°۳۶′جنوبی ۱۷۳°۳۶′شرقی / ۴٫۶°جنوبی ۱۷۳٫۶°شرقی   | ۴۰ کیلومتر (۲۵ مایل)   |                 | [ ۱ ] |
| ۲۴ ژوئن ۸۵۶    | ۰۰:۳۸:۰۷           | ۵۲         | حلقه‌ای | ۰.۹۷۳۳ | ۰۳ دقیقه و ۲۳ ثانیه | ۱۱°۰۰′جنوبی ۹۷°۳۰′غربی / ۱۱٫۰°جنوبی ۹۷٫۵°غربی   | ۱۱۶ کیلومتر (۷۲ مایل)  |                 | [ ۱ ] |
| ۱۷ دسامبر ۸۵۶  | ۱۹:۲۳:۴۷           | ۵۷         | کامل   | ۱.۰۲۰۸ | ۰۱ دقیقه و ۳۰ ثانیه | ۶۰°۳۰′شمالی ۱۷°۱۲′غربی / ۶۰٫۵°شمالی ۱۷٫۲°غربی   | ۶۴۱ کیلومتر (۳۹۸ مایل) |                 | [ ۱ ] |
| ۱۴ مه ۸۵۵      | ۱۱:۵۵:۴۷           | ۲۴         | جزئی   | ۰.۱۱۲۹ | —                   | ۶۹°۵۴′شمالی ۴۸°۰۶′غربی / ۶۹٫۹°شمالی ۴۸٫۱°غربی   | —                      |                 | [ ۱ ] |
| ۱۳ ژوئن ۸۵۵    | ۰۲:۴۴:۵۷           | ۶۲         | جزئی   | ۰.۳۵۸۲ | —                   | ۶۷°۲۴′جنوبی ۱۲۲°۳۰′غربی / ۶۷٫۴°جنوبی ۱۲۲٫۵°غربی | —                      |                 | [ ۱ ] |
| ۷ نوامبر ۸۵۵   | ۲۳:۵۵:۳۶           | ۲۹         | جزئی   | ۰.۸۷۱۸ | —                   | ۷۰°۲۴′جنوبی ۱۳۷°۵۴′شرقی / ۷۰٫۴°جنوبی ۱۳۷٫۹°شرقی | —                      |                 | [ ۱ ] |
| ۳ مه ۸۵۴       | ۱۵:۲۰:۴۳           | ۳۴         | حلقه‌ای | ۰.۹۸۴۲ | ۰۱ دقیقه و ۲۰ ثانیه | ۵۴°۴۲′شمالی ۲۵°۳۰′شرقی / ۵۴٫۷°شمالی ۲۵٫۵°شرقی   | ۷۸ کیلومتر (۴۸ مایل)   |                 | [ ۱ ] |
| ۲۸ اکتبر ۸۵۴   | ۱۱:۱۵:۵۴           | ۳۹         | حلقه‌ای | ۰.۹۷۴۴ | ۰۲ دقیقه و ۳۲ ثانیه | ۳۴°۰۰′جنوبی ۹۵°۱۲′شرقی / ۳۴٫۰°جنوبی ۹۵٫۲°شرقی   | ۱۰۰ کیلومتر (۶۲ مایل)  |                 | [ ۱ ] |
| ۲۲ آوریل ۸۵۳   | ۰۱:۵۰:۲۸           | ۴۴         | کامل   | ۱.۰۴۳۲ | ۰۴ دقیقه و ۱۴ ثانیه | ۳°۱۸′شمالی ۱۱۱°۴۸′غربی / ۳٫۳°شمالی ۱۱۱٫۸°غربی   | ۱۴۵ کیلومتر (۹۰ مایل)  |                 | [ ۱ ] |
| ۱۶ اکتبر ۸۵۳   | ۱۵:۲۶:۰۵           | ۴۹         | حلقه‌ای | ۰.۹۳۰۲ | ۰۸ دقیقه و ۵۸ ثانیه | ۱۰°۰۶′شمالی ۴۵°۴۸′شرقی / ۱۰٫۱°شمالی ۴۵٫۸°شرقی   | ۲۷۲ کیلومتر (۱۶۹ مایل) |                 | [ ۱ ] |
| ۱۱ آوریل ۸۵۲   | ۱۷:۴۳:۴۹           | ۵۴         | کامل   | ۱.۰۶۷۷ | ۰۴ دقیقه و ۵۰ ثانیه | ۴۸°۱۲′جنوبی ۳۱°۳۰′شرقی / ۴۸٫۲°جنوبی ۳۱٫۵°شرقی   | ۳۹۶ کیلومتر (۲۴۶ مایل) |                 | [ ۱ ] |
| ۵ اکتبر ۸۵۲    | ۱۴:۴۵:۲۶           | ۵۹         | حلقه‌ای | ۰.۹۱۲۵ | ۰۶ دقیقه و ۵۵ ثانیه | ۶۸°۴۲′شمالی ۱۰۷°۵۴′شرقی / ۶۸٫۷°شمالی ۱۰۷٫۹°شرقی | —                      |                 | [ ۱ ] |
| ۳ مارس ۸۵۱     | ۰۱:۴۱:۵۳           | ۲۶         | جزئی   | ۰.۹۳۴۸ | —                   | ۷۱°۰۶′شمالی ۱۶۴°۴۸′غربی / ۷۱٫۱°شمالی ۱۶۴٫۸°غربی | —                      |                 | [ ۱ ] |
| ۲۶ اوت ۸۵۱     | ۰۳:۰۶:۵۲           | ۳۱         | جزئی   | ۰.۶۳۹۴ | —                   | ۷۰°۱۸′جنوبی ۱۷۷°۳۰′غربی / ۷۰٫۳°جنوبی ۱۷۷٫۵°غربی | —                      |                 | [ ۱ ] |
| ۲۰ فوریه ۸۵۰   | ۱۱:۱۷:۵۵           | ۳۶         | حلقه‌ای | ۰.۹۶۸۹ | ۰۳ دقیقه و ۴۶ ثانیه | ۴°۳۶′شمالی ۱۰۵°۱۲′شرقی / ۴٫۶°شمالی ۱۰۵٫۲°شرقی   | ۱۱۸ کیلومتر (۷۳ مایل)  |                 | [ ۱ ] |
| ۱۵ اوت ۸۵۰     | ۱۶:۰۴:۲۴           | ۴۱         | کامل   | ۱.۰۵۱۵ | ۰۴ دقیقه و ۵۸ ثانیه | ۷°۲۴′جنوبی ۲۹°۲۴′شرقی / ۷٫۴°جنوبی ۲۹٫۴°شرقی     | ۱۸۸ کیلومتر (۱۱۷ مایل) |                 | [ ۱ ] |
| ۹ فوریه ۸۴۹    | ۱۳:۳۳:۴۰           | ۴۶         | حلقه‌ای | ۰.۹۳۰۱ | ۰۷ دقیقه و ۴۸ ثانیه | ۴۰°۵۴′جنوبی ۸۱°۲۴′شرقی / ۴۰٫۹°جنوبی ۸۱٫۴°شرقی   | ۲۸۶ کیلومتر (۱۷۸ مایل) |                 | [ ۱ ] |
| ۴ اوت ۸۴۹      | ۰۸:۴۰:۰۰           | ۵۱         | کامل   | ۱.۰۶۸۴ | ۰۵ دقیقه و ۳۳ ثانیه | ۳۷°۱۲′شمالی ۱۴۷°۴۸′شرقی / ۳۷٫۲°شمالی ۱۴۷٫۸°شرقی | ۲۳۴ کیلومتر (۱۴۵ مایل) |                 | [ ۱ ] |
| ۲۸ ژانویه ۸۴۸  | ۱۳:۱۳:۲۳           | ۵۶         | جزئی   | ۰.۷۹۰۲ | —                   | ۶۸°۳۶′جنوبی ۱۱۹°۲۴′غربی / ۶۸٫۶°جنوبی ۱۱۹٫۴°غربی | —                      |                 | [ ۱ ] |
| ۲۵ ژوئیه ۸۴۸   | ۰۰:۱۲:۳۴           | ۶۱         | جزئی   | ۰.۹۱۱۵ | —                   | ۶۷°۴۲′شمالی ۸۱°۰۰′شرقی / ۶۷٫۷°شمالی ۸۱٫۰°شرقی   | —                      |                 | [ ۱ ] |
| ۱۹ دسامبر ۸۴۸  | ۰۴:۲۵:۳۲           | ۲۸         | جزئی   | ۰.۸۴۶۵ | —                   | ۶۴°۴۲′شمالی ۱۲۸°۰۶′غربی / ۶۴٫۷°شمالی ۱۲۸٫۱°غربی | —                      |                 | [ ۱ ] |
| ۱۴ ژوئن ۸۴۷    | ۲۱:۲۱:۵۰           | ۳۳         | حلقه‌ای | ۰.۹۵۷۰ | ۰۴ دقیقه و ۳۸ ثانیه | ۳۸°۱۲′جنوبی ۳۳°۴۲′غربی / ۳۸٫۲°جنوبی ۳۳٫۷°غربی   | ۳۳۳ کیلومتر (۲۰۷ مایل) |                 | [ ۱ ] |
| ۸ دسامبر ۸۴۷   | ۱۸:۲۲:۱۲           | ۳۸         | کامل   | ۱.۰۴۲۳ | ۰۴ دقیقه و ۰۱ ثانیه | ۰°۵۴′جنوبی ۳°۰۰′شرقی / ۰٫۹°جنوبی ۳٫۰°شرقی       | ۱۵۲ کیلومتر (۹۴ مایل)  |                 | [ ۱ ] |
| ۳ ژوئن ۸۴۶     | ۲۲:۲۶:۲۵           | ۴۳         | حلقه‌ای | ۰.۹۴۹۸ | ۰۶ دقیقه و ۲۲ ثانیه | ۱۴°۱۲′شمالی ۶۲°۳۰′غربی / ۱۴٫۲°شمالی ۶۲٫۵°غربی   | ۱۸۶ کیلومتر (۱۱۶ مایل) |                 | [ ۱ ] |
| ۲۸ نوامبر ۸۴۶  | ۱۰:۰۰:۰۶           | ۴۸         | کامل   | ۱.۰۳۵۰ | ۰۲ دقیقه و ۵۱ ثانیه | ۳۶°۲۴′جنوبی ۱۱۵°۱۸′شرقی / ۳۶٫۴°جنوبی ۱۱۵٫۳°شرقی | ۱۲۳ کیلومتر (۷۶ مایل)  |                 | [ ۱ ] |
| ۲۳ مه ۸۴۵      | ۰۰:۴۲:۲۰           | ۵۳         | حلقه‌ای | ۰.۹۷۵۳ | ۰۲ دقیقه و ۰۳ ثانیه | ۵۴°۳۶′شمالی ۱۲۱°۵۴′غربی / ۵۴٫۶°شمالی ۱۲۱٫۹°غربی | ۱۱۴ کیلومتر (۷۱ مایل)  |                 | [ ۱ ] |
| ۱۶ نوامبر ۸۴۵  | ۲۲:۳۶:۲۳           | ۵۸         | جزئی   | ۰.۹۵۶۲ | —                   | ۶۲°۱۲′جنوبی ۱۶۶°۳۰′شرقی / ۶۲٫۲°جنوبی ۱۶۶٫۵°شرقی | —                      |                 | [ ۱ ] |
| ۱۳ آوریل ۸۴۴   | ۰۱:۲۴:۳۰           | ۲۵         | جزئی   | ۰.۶۰۸۰ | —                   | ۶۰°۵۴′جنوبی ۲۶°۴۸′غربی / ۶۰٫۹°جنوبی ۲۶٫۸°غربی   | —                      |                 | [ ۱ ] |
| ۱۲ مه ۸۴۴      | ۰۹:۴۴:۱۲           | ۶۳         | جزئی   | ۰.۳۲۶۳ | —                   | ۶۱°۵۴′شمالی ۴°۴۲′شرقی / ۶۱٫۹°شمالی ۴٫۷°شرقی     | —                      |                 | [ ۱ ] |
| ۷ اکتبر ۸۴۴    | ۱۰:۱۴:۱۱           | ۳۰         | جزئی   | ۰.۵۵۲۶ | —                   | ۶۰°۳۶′شمالی ۱۵۵°۳۶′غربی / ۶۰٫۶°شمالی ۱۵۵٫۶°غربی | —                      |                 | [ ۱ ] |
| ۲ آوریل ۸۴۳    | ۱۷:۵۹:۳۸           | ۳۵         | کامل   | ۱.۰۷۳۳ | ۰۵ دقیقه و ۳۹ ثانیه | ۲۲°۴۸′جنوبی ۱۹°۵۴′شرقی / ۲۲٫۸°جنوبی ۱۹٫۹°شرقی   | ۲۶۶ کیلومتر (۱۶۵ مایل) |                 | [ ۱ ] |
| ۲۶ سپتامبر ۸۴۳ | ۰۹:۳۳:۲۶           | ۴۰         | حلقه‌ای | ۰.۹۳۰۳ | ۰۷ دقیقه و ۱۱ ثانیه | ۳۰°۴۸′شمالی ۱۴۷°۴۲′شرقی / ۳۰٫۸°شمالی ۱۴۷٫۷°شرقی | ۳۰۶ کیلومتر (۱۹۰ مایل) |                 | [ ۱ ] |
| ۲۳ مارس ۸۴۲    | ۱۰:۱۶:۲۶           | ۴۵         | کامل   | ۱.۰۴۵۲ | ۰۳ دقیقه و ۵۲ ثانیه | ۱۰°۵۴′شمالی ۱۱۴°۴۲′شرقی / ۱۰٫۹°شمالی ۱۱۴٫۷°شرقی | ۱۵۵ کیلومتر (۹۶ مایل)  |                 | [ ۱ ] |
| ۱۵ سپتامبر ۸۴۲ | ۱۳:۲۶:۱۳           | ۵۰         | حلقه‌ای | ۰.۹۷۹۹ | ۰۲ دقیقه و ۰۲ ثانیه | ۲°۴۲′جنوبی ۶۶°۵۴′شرقی / ۲٫۷°جنوبی ۶۶٫۹°شرقی     | ۷۳ کیلومتر (۴۵ مایل)   |                 | [ ۱ ] |
| ۱۱ مارس ۸۴۱    | ۲۱:۳۹:۴۸           | ۵۵         | جزئی   | ۰.۸۸۳۱ | —                   | ۶۰°۵۴′شمالی ۱۲۵°۱۲′غربی / ۶۰٫۹°شمالی ۱۲۵٫۲°غربی | —                      |                 | [ ۱ ] |
| ۴ سپتامبر ۸۴۱  | ۰۰:۴۵:۵۹           | ۶۰         | کامل   | ۱.۰۲۸۰ | ۰۲ دقیقه و ۰۶ ثانیه | ۴۳°۴۸′جنوبی ۱۳۱°۱۲′غربی / ۴۳٫۸°جنوبی ۱۳۱٫۲°غربی | ۱۹۹ کیلومتر (۱۲۴ مایل) |                 | [ ۱ ] |
| ۳۰ ژانویه ۸۴۰  | ۰۸:۲۲:۰۰           | ۲۷         | جزئی   | ۰.۷۵۴۵ | —                   | ۶۲°۴۲′جنوبی ۷۲°۵۴′غربی / ۶۲٫۷°جنوبی ۷۲٫۹°غربی   | —                      |                 | [ ۱ ] |
| ۲۶ ژوئیه ۸۴۰   | ۰۸:۴۰:۵۴           | ۳۲         | کامل   | ۱.۰۰۰۲ | —                   | ۶۳°۳۰′شمالی ۷۳°۱۲′غربی / ۶۳٫۵°شمالی ۷۳٫۲°غربی   | —                      |                 | [ ۱ ] |
| ۱۹ ژانویه ۸۳۹  | ۰۸:۳۹:۱۹           | ۳۷         | حلقه‌ای | ۰.۹۴۳۷ | ۰۵ دقیقه و ۳۸ ثانیه | ۴۵°۰۰′جنوبی ۱۵۵°۵۴′شرقی / ۴۵٫۰°جنوبی ۱۵۵٫۹°شرقی | ۲۲۷ کیلومتر (۱۴۱ مایل) |                 | [ ۱ ] |
| ۱۵ ژوئیه ۸۳۹   | ۲۳:۱۲:۰۴           | ۴۲         | کامل   | ۱.۰۲۲۷ | ۰۲ دقیقه و ۰۱ ثانیه | ۳۹°۵۴′شمالی ۷۰°۱۲′غربی / ۳۹٫۹°شمالی ۷۰٫۲°غربی   | ۸۱ کیلومتر (۵۰ مایل)   |                 | [ ۱ ] |
| ۸ ژانویه ۸۳۸   | ۱۵:۰۶:۰۰           | ۴۷         | حلقه‌ای | ۰.۹۹۴۳ | ۰۰ دقیقه و ۳۸ ثانیه | ۵°۰۰′جنوبی ۴۶°۲۴′شرقی / ۵٫۰°جنوبی ۴۶٫۴°شرقی     | ۲۱ کیلومتر (۱۳ مایل)   |                 | [ ۱ ] |
| ۵ ژوئیه ۸۳۸    | ۰۷:۲۱:۵۴           | ۵۲         | حلقه‌ای | ۰.۹۶۹۵ | ۰۳ دقیقه و ۵۵ ثانیه | ۵°۳۰′جنوبی ۱۵۸°۵۴′شرقی / ۵٫۵°جنوبی ۱۵۸٫۹°شرقی   | ۱۲۶ کیلومتر (۷۸ مایل)  |                 | [ ۱ ] |
| ۲۹ دسامبر ۸۳۸  | ۰۴:۰۸:۳۴           | ۵۷         | کامل   | ۱.۰۲۴۹ | ۰۱ دقیقه و ۵۰ ثانیه | ۵۶°۴۸′شمالی ۱۵۷°۰۰′غربی / ۵۶٫۸°شمالی ۱۵۷٫۰°غربی | ۵۳۰ کیلومتر (۳۳۰ مایل) |                 | [ ۱ ] |
| ۲۳ ژوئن ۸۳۷    | ۰۹:۰۶:۱۱           | ۶۲         | جزئی   | ۰.۵۰۱۵ | —                   | ۶۶°۱۸′جنوبی ۱۳۰°۰۶′شرقی / ۶۶٫۳°جنوبی ۱۳۰٫۱°شرقی | —                      |                 | [ ۱ ] |
| ۱۸ نوامبر ۸۳۷  | ۰۸:۴۲:۳۷           | ۲۹         | جزئی   | ۰.۸۶۶۱ | —                   | ۶۹°۳۰′جنوبی ۷°۵۴′غربی / ۶۹٫۵°جنوبی ۷٫۹°غربی     | —                      |                 | [ ۱ ] |
| ۱۳ مه ۸۳۶      | ۲۲:۰۶:۱۰           | ۳۴         | حلقه‌ای | ۰.۹۸۷۰ | ۰۰ دقیقه و ۵۹ ثانیه | ۶۴°۴۲′شمالی ۸۲°۱۸′غربی / ۶۴٫۷°شمالی ۸۲٫۳°غربی   | ۷۲ کیلومتر (۴۵ مایل)   |                 | [ ۱ ] |
| ۷ نوامبر ۸۳۶   | ۱۹:۴۰:۵۷           | ۳۹         | حلقه‌ای | ۰.۹۷۰۳ | ۰۲ دقیقه و ۵۴ ثانیه | ۳۸°۲۴′جنوبی ۳۱°۴۸′غربی / ۳۸٫۴°جنوبی ۳۱٫۸°غربی   | ۱۱۷ کیلومتر (۷۳ مایل)  |                 | [ ۱ ] |
| ۳ مه ۸۳۵       | ۰۹:۰۵:۳۹           | ۴۴         | کامل   | ۱.۰۴۸۰ | ۰۴ دقیقه و ۳۸ ثانیه | ۱۱°۱۲′شمالی ۱۳۶°۰۶′شرقی / ۱۱٫۲°شمالی ۱۳۶٫۱°شرقی | ۱۵۹ کیلومتر (۹۹ مایل)  |                 | [ ۱ ] |
| ۲۷ اکتبر ۸۳۵   | ۲۳:۲۴:۲۳           | ۴۹         | حلقه‌ای | ۰.۹۲۷۰ | ۰۹ دقیقه و ۴۱ ثانیه | ۵°۲۴′شمالی ۷۶°۰۶′غربی / ۵٫۴°شمالی ۷۶٫۱°غربی     | ۲۸۵ کیلومتر (۱۷۷ مایل) |                 | [ ۱ ] |
| ۲۳ آوریل ۸۳۴   | ۰۱:۱۶:۳۶           | ۵۴         | کامل   | ۱.۰۷۲۰ | ۰۵ دقیقه و ۳۳ ثانیه | ۳۸°۵۴′جنوبی ۹۰°۰۶′غربی / ۳۸٫۹°جنوبی ۹۰٫۱°غربی   | ۳۶۱ کیلومتر (۲۲۴ مایل) |                 | [ ۱ ] |
| ۱۶ اکتبر ۸۳۴   | ۲۲:۳۲:۵۷           | ۵۹         | حلقه‌ای | ۰.۹۱۲۳ | ۰۷ دقیقه و ۳۴ ثانیه | ۶۳°۱۲′شمالی ۲۷°۴۲′غربی / ۶۳٫۲°شمالی ۲۷٫۷°غربی   | ۳۰۰ کیلومتر (۱۹۰ مایل) |                 | [ ۱ ] |
| ۱۳ مارس ۸۳۳    | ۰۹:۲۵:۵۸           | ۲۶         | جزئی   | ۰.۸۴۰۳ | —                   | ۷۱°۳۰′شمالی ۶۴°۱۲′شرقی / ۷۱٫۵°شمالی ۶۴٫۲°شرقی   | —                      |                 | [ ۱ ] |
| ۱۱ آوریل ۸۳۳   | ۱۸:۱۰:۳۴           | ۶۴         | جزئی   | ۰.۰۵۵۷ | —                   | ۷۱°۲۴′جنوبی ۷۵°۳۰′شرقی / ۷۱٫۴°جنوبی ۷۵٫۵°شرقی   | —                      |                 | [ ۱ ] |
| ۵ سپتامبر ۸۳۳  | ۱۰:۵۶:۴۵           | ۳۱         | جزئی   | ۰.۵۸۲۶ | —                   | ۷۱°۰۰′جنوبی ۵۰°۳۰′شرقی / ۷۱٫۰°جنوبی ۵۰٫۵°شرقی   | —                      |                 | [ ۱ ] |
| ۲ مارس ۸۳۲     | ۱۸:۴۴:۱۳           | ۳۶         | حلقه‌ای | ۰.۹۶۸۸ | ۰۳ دقیقه و ۴۱ ثانیه | ۱۱°۰۶′شمالی ۹°۴۲′غربی / ۱۱٫۱°شمالی ۹٫۷°غربی     | ۱۲۱ کیلومتر (۷۵ مایل)  |                 | [ ۱ ] |
| ۲۶ اوت ۸۳۲     | ۰۰:۰۴:۲۹           | ۴۱         | کامل   | ۱.۰۴۹۹ | ۰۴ دقیقه و ۴۰ ثانیه | ۱۳°۰۶′جنوبی ۹۴°۰۰′غربی / ۱۳٫۱°جنوبی ۹۴٫۰°غربی   | ۱۸۶ کیلومتر (۱۱۶ مایل) |                 | [ ۱ ] |
| ۱۹ فوریه ۸۳۱   | ۲۰:۴۹:۵۹           | ۴۶         | حلقه‌ای | ۰.۹۳۲۷ | ۰۷ دقیقه و ۴۸ ثانیه | ۳۴°۴۸′جنوبی ۲۸°۴۸′غربی / ۳۴٫۸°جنوبی ۲۸٫۸°غربی   | ۲۶۹ کیلومتر (۱۶۷ مایل) |                 | [ ۱ ] |
| ۱۵ اوت ۸۳۱     | ۱۶:۳۵:۰۶           | ۵۱         | کامل   | ۱.۰۶۴۶ | ۰۵ دقیقه و ۲۵ ثانیه | ۳۱°۲۴′شمالی ۲۸°۱۸′شرقی / ۳۱٫۴°شمالی ۲۸٫۳°شرقی   | ۲۱۸ کیلومتر (۱۳۵ مایل) |                 | [ ۱ ] |
| ۸ فوریه ۸۳۰    | ۲۰:۴۵:۱۳           | ۵۶         | جزئی   | ۰.۸۴۸۱ | —                   | ۶۹°۳۶′جنوبی ۱۱۴°۱۸′شرقی / ۶۹٫۶°جنوبی ۱۱۴٫۳°شرقی | —                      |                 | [ ۱ ] |
| ۵ اوت ۸۳۰      | ۰۷:۴۶:۰۱           | ۶۱         | کامل   | ۱.۰۰۶۴ | —                   | ۶۸°۴۲′شمالی ۴۵°۱۲′غربی / ۶۸٫۷°شمالی ۴۵٫۲°غربی   | —                      |                 | [ ۱ ] |
| ۳۰ دسامبر ۸۳۰  | ۱۳:۰۰:۲۱           | ۲۸         | جزئی   | ۰.۸۴۴۵ | —                   | ۶۵°۴۲′شمالی ۹۱°۴۸′شرقی / ۶۵٫۷°شمالی ۹۱٫۸°شرقی   | —                      |                 | [ ۱ ] |
| ۲۵ ژوئن ۸۲۹    | ۰۳:۵۲:۵۵           | ۳۳         | حلقه‌ای | ۰.۹۵۰۱ | ۰۴ دقیقه و ۵۱ ثانیه | ۵۱°۴۸′جنوبی ۱۳۳°۳۰′غربی / ۵۱٫۸°جنوبی ۱۳۳٫۵°غربی | ۷۶۳ کیلومتر (۴۷۴ مایل) |                 | [ ۱ ] |
| ۱۹ دسامبر ۸۲۹  | ۰۳:۱۳:۰۵           | ۳۸         | کامل   | ۱.۰۴۴۳ | ۰۴ دقیقه و ۱۶ ثانیه | ۱°۴۸′جنوبی ۱۳۱°۳۰′غربی / ۱٫۸°جنوبی ۱۳۱٫۵°غربی   | ۱۵۹ کیلومتر (۹۹ مایل)  |                 | [ ۱ ] |
| ۱۴ ژوئن ۸۲۸    | ۰۴:۴۵:۳۹           | ۴۳         | حلقه‌ای | ۰.۹۴۹۴ | ۰۶ دقیقه و ۴۲ ثانیه | ۱۰°۴۲′شمالی ۱۵۷°۳۶′غربی / ۱۰٫۷°شمالی ۱۵۷٫۶°غربی | ۱۹۰ کیلومتر (۱۲۰ مایل) |                 | [ ۱ ] |
| ۸ دسامبر ۸۲۸   | ۱۸:۵۰:۱۱           | ۴۸         | کامل   | ۱.۰۳۳۸ | ۰۲ دقیقه و ۴۷ ثانیه | ۳۹°۰۰′جنوبی ۱۶°۱۲′غربی / ۳۹٫۰°جنوبی ۱۶٫۲°غربی   | ۱۱۹ کیلومتر (۷۴ مایل)  |                 | [ ۱ ] |
| ۳ ژوئن ۸۲۷     | ۰۷:۲۰:۲۴           | ۵۳         | حلقه‌ای | ۰.۹۷۹۲ | ۰۱ دقیقه و ۴۷ ثانیه | ۵۲°۴۸′شمالی ۱۴۴°۴۸′شرقی / ۵۲٫۸°شمالی ۱۴۴٫۸°شرقی | ۸۹ کیلومتر (۵۵ مایل)   |                 | [ ۱ ] |
| ۲۸ نوامبر ۸۲۷  | ۰۷:۱۰:۲۸           | ۵۸         | جزئی   | ۰.۹۵۰۰ | —                   | ۶۲°۵۴′جنوبی ۲۷°۳۰′شرقی / ۶۲٫۹°جنوبی ۲۷٫۵°شرقی   | —                      |                 | [ ۱ ] |
| ۲۴ آوریل ۸۲۶   | ۰۸:۴۹:۵۵           | ۲۵         | جزئی   | ۰.۴۸۶۸ | —                   | ۶۱°۱۲′جنوبی ۱۴۸°۱۲′غربی / ۶۱٫۲°جنوبی ۱۴۸٫۲°غربی | —                      |                 | [ ۱ ] |
| ۲۳ مه ۸۲۶      | ۱۶:۵۱:۳۶           | ۶۳         | جزئی   | ۰.۴۷۳۵ | —                   | ۶۲°۳۰′شمالی ۱۱۲°۳۶′غربی / ۶۲٫۵°شمالی ۱۱۲٫۶°غربی | —                      |                 | [ ۱ ] |
| ۱۸ اکتبر ۸۲۶   | ۱۸:۰۱:۵۳           | ۳۰         | جزئی   | ۰.۵۲۳۴ | —                   | ۶۰°۴۲′شمالی ۷۷°۳۶′شرقی / ۶۰٫۷°شمالی ۷۷٫۶°شرقی   | —                      |                 | [ ۱ ] |
| ۱۳ آوریل ۸۲۵   | ۰۱:۳۷:۴۷           | ۳۵         | کامل   | ۱.۰۷۴۷ | ۰۵ دقیقه و ۴۹ ثانیه | ۲۲°۳۰′جنوبی ۹۵°۱۸′غربی / ۲۲٫۵°جنوبی ۹۵٫۳°غربی   | ۲۸۲ کیلومتر (۱۷۵ مایل) |                 | [ ۱ ] |
| ۶ اکتبر ۸۲۵    | ۱۷:۱۸:۰۳           | ۴۰         | حلقه‌ای | ۰.۹۲۹۲ | ۰۷ دقیقه و ۲۹ ثانیه | ۲۷°۴۸′شمالی ۲۹°۴۸′شرقی / ۲۷٫۸°شمالی ۲۹٫۸°شرقی   | ۳۱۶ کیلومتر (۱۹۶ مایل) |                 | [ ۱ ] |
| ۲ آوریل ۸۲۴    | ۱۷:۴۹:۵۵           | ۴۵         | کامل   | ۱.۰۴۵۱ | ۰۳ دقیقه و ۵۱ ثانیه | ۱۲°۰۰′شمالی ۰°۴۲′شرقی / ۱۲٫۰°شمالی ۰٫۷°شرقی     | ۱۵۳ کیلومتر (۹۵ مایل)  |                 | [ ۱ ] |
| ۲۵ سپتامبر ۸۲۴ | ۲۱:۲۶:۴۰           | ۵۰         | حلقه‌ای | ۰.۹۸۰۲ | ۰۱ دقیقه و ۵۸ ثانیه | ۵°۴۲′جنوبی ۵۴°۴۲′غربی / ۵٫۷°جنوبی ۵۴٫۷°غربی     | ۷۱ کیلومتر (۴۴ مایل)   |                 | [ ۱ ] |
| ۲۳ مارس ۸۲۳    | ۰۴:۵۶:۲۴           | ۵۵         | حلقه‌ای | ۰.۹۷۹۵ | —                   | ۶۰°۴۲′شمالی ۱۱۵°۳۶′شرقی / ۶۰٫۷°شمالی ۱۱۵٫۶°شرقی | —                      |                 | [ ۱ ] |
| ۱۵ سپتامبر ۸۲۳ | ۰۸:۵۹:۱۹           | ۶۰         | کامل   | ۱.۰۲۸۳ | ۰۲ دقیقه و ۰۶ ثانیه | ۴۳°۳۰′جنوبی ۱۰۳°۰۶′شرقی / ۴۳٫۵°جنوبی ۱۰۳٫۱°شرقی | ۱۸۰ کیلومتر (۱۱۰ مایل) |                 | [ ۱ ] |
| ۱۰ فوریه ۸۲۲   | ۱۵:۴۴:۲۰           | ۲۷         | جزئی   | ۰.۶۹۵۵ | —                   | ۶۲°۰۰′جنوبی ۱۶۶°۱۲′شرقی / ۶۲٫۰°جنوبی ۱۶۶٫۲°شرقی | —                      |                 | [ ۱ ] |
| ۶ اوت ۸۲۲      | ۱۶:۲۷:۴۲           | ۳۲         | جزئی   | ۰.۸۹۴۴ | —                   | ۶۲°۴۲′شمالی ۱۵۹°۳۰′شرقی / ۶۲٫۷°شمالی ۱۵۹٫۵°شرقی | —                      |                 | [ ۱ ] |
| ۵ سپتامبر ۸۲۲  | ۰۰:۵۴:۱۴           | ۷۰         | جزئی   | ۰.۰۴۱۳ | —                   | ۶۱°۱۸′جنوبی ۱۷۱°۰۰′غربی / ۶۱٫۳°جنوبی ۱۷۱٫۰°غربی | —                      |                 | [ ۱ ] |
| ۳۰ ژانویه ۸۲۱  | ۱۶:۲۴:۳۲           | ۳۷         | حلقه‌ای | ۰.۹۴۸۷ | ۰۵ دقیقه و ۰۰ ثانیه | ۴۳°۳۶′جنوبی ۴۱°۴۸′شرقی / ۴۳٫۶°جنوبی ۴۱٫۸°شرقی   | ۲۰۸ کیلومتر (۱۲۹ مایل) |                 | [ ۱ ] |
| ۲۶ ژوئیه ۸۲۱   | ۰۶:۳۲:۱۵           | ۴۲         | مرکب   | ۱.۰۱۶۱ | ۰۱ دقیقه و ۲۴ ثانیه | ۴۱°۴۸′شمالی ۱۷۷°۵۴′غربی / ۴۱٫۸°شمالی ۱۷۷٫۹°غربی | ۵۹ کیلومتر (۳۷ مایل)   |                 | [ ۱ ] |
| ۱۸ ژانویه ۸۲۰  | ۲۳:۲۳:۵۱           | ۴۷         | مرکب   | ۱.۰۰۰۱ | ۰۰ دقیقه و ۰۰ ثانیه | ۴°۵۴′جنوبی ۷۹°۲۴′غربی / ۴٫۹°جنوبی ۷۹٫۴°غربی     | ۰ کیلومتر (۰ مایل)     |                 | [ ۱ ] |
| ۱۵ ژوئیه ۸۲۰   | ۱۴:۰۷:۵۹           | ۵۲         | حلقه‌ای | ۰.۹۶۵۲ | ۰۴ دقیقه و ۲۷ ثانیه | ۱°۱۲′جنوبی ۵۵°۲۴′شرقی / ۱٫۲°جنوبی ۵۵٫۴°شرقی     | ۱۳۸ کیلومتر (۸۶ مایل)  |                 | [ ۱ ] |
| ۸ ژانویه ۸۱۹   | ۱۲:۴۸:۴۶           | ۵۷         | کامل   | ۱.۰۲۹۶ | ۰۲ دقیقه و ۱۳ ثانیه | ۵۳°۰۰′شمالی ۶۶°۰۰′شرقی / ۵۳٫۰°شمالی ۶۶٫۰°شرقی   | ۴۶۴ کیلومتر (۲۸۸ مایل) |                 | [ ۱ ] |
| ۴ ژوئیه ۸۱۹    | ۱۵:۳۱:۲۱           | ۶۲         | جزئی   | ۰.۶۴۰۰ | —                   | ۶۵°۱۸′جنوبی ۲۲°۱۲′شرقی / ۶۵٫۳°جنوبی ۲۲٫۲°شرقی   | —                      |                 | [ ۱ ] |
| ۲۹ نوامبر ۸۱۹  | ۱۷:۳۰:۵۰           | ۲۹         | جزئی   | ۰.۸۶۲۷ | —                   | ۶۸°۳۰′جنوبی ۱۵۳°۲۴′غربی / ۶۸٫۵°جنوبی ۱۵۳٫۴°غربی | —                      |                 | [ ۱ ] |
| ۲۵ مه ۸۱۸      | ۰۴:۵۲:۰۷           | ۳۴         | حلقه‌ای | ۰.۹۸۹۱ | ۰۰ دقیقه و ۴۵ ثانیه | ۷۵°۱۲′شمالی ۱۶۵°۲۴′شرقی / ۷۵٫۲°شمالی ۱۶۵٫۴°شرقی | ۷۴ کیلومتر (۴۶ مایل)   |                 | [ ۱ ] |
| ۱۹ نوامبر ۸۱۸  | ۰۴:۰۷:۴۵           | ۳۹         | حلقه‌ای | ۰.۹۶۶۷ | ۰۳ دقیقه و ۱۴ ثانیه | ۴۲°۱۲′جنوبی ۱۵۸°۱۲′غربی / ۴۲٫۲°جنوبی ۱۵۸٫۲°غربی | ۱۳۲ کیلومتر (۸۲ مایل)  |                 | [ ۱ ] |
| ۱۳ مه ۸۱۷      | ۱۶:۲۰:۰۰           | ۴۴         | کامل   | ۱.۰۵۲۱ | ۰۴ دقیقه و ۵۶ ثانیه | ۱۸°۴۸′شمالی ۲۴°۳۶′شرقی / ۱۸٫۸°شمالی ۲۴٫۶°شرقی   | ۱۷۳ کیلومتر (۱۰۷ مایل) |                 | [ ۱ ] |
| ۷ نوامبر ۸۱۷   | ۰۷:۲۶:۳۲           | ۴۹         | حلقه‌ای | ۰.۹۲۴۴ | ۱۰ دقیقه و ۲۱ ثانیه | ۱°۱۸′شمالی ۱۶۱°۱۸′شرقی / ۱٫۳°شمالی ۱۶۱٫۳°شرقی   | ۲۹۶ کیلومتر (۱۸۴ مایل) |                 | [ ۱ ] |
| ۳ مه ۸۱۶       | ۰۸:۴۵:۰۴           | ۵۴         | کامل   | ۱.۰۷۵۴ | ۰۶ دقیقه و ۱۳ ثانیه | ۲۹°۵۴′جنوبی ۱۵۱°۰۶′شرقی / ۲۹٫۹°جنوبی ۱۵۱٫۱°شرقی | ۳۳۸ کیلومتر (۲۱۰ مایل) |                 | [ ۱ ] |
| ۲۷ اکتبر ۸۱۶   | ۰۶:۲۷:۱۲           | ۵۹         | حلقه‌ای | ۰.۹۱۲۲ | ۰۸ دقیقه و ۰۷ ثانیه | ۵۸°۳۶′شمالی ۱۵۷°۳۶′غربی / ۵۸٫۶°شمالی ۱۵۷٫۶°غربی | ۱۲۳ کیلومتر (۷۶ مایل)  |                 | [ ۱ ] |
| ۲۴ مارس ۸۱۵    | ۱۷:۰۱:۲۹           | ۲۶         | جزئی   | ۰.۷۳۴۴ | —                   | ۷۱°۴۸′شمالی ۶۵°۰۰′غربی / ۷۱٫۸°شمالی ۶۵٫۰°غربی   | —                      |                 | [ ۱ ] |
| ۲۳ آوریل ۸۱۵   | ۰۱:۳۸:۰۷           | ۶۴         | جزئی   | ۰.۱۷۱۸ | —                   | ۷۱°۰۰′جنوبی ۵۱°۱۸′غربی / ۷۱٫۰°جنوبی ۵۱٫۳°غربی   | —                      |                 | [ ۱ ] |
| ۱۶ سپتامبر ۸۱۵ | ۱۸:۵۶:۱۴           | ۳۱         | جزئی   | ۰.۵۳۸۵ | —                   | ۷۱°۲۴′جنوبی ۸۴°۱۸′غربی / ۷۱٫۴°جنوبی ۸۴٫۳°غربی   | —                      |                 | [ ۱ ] |
| ۱۴ مارس ۸۱۴    | ۰۲:۰۱:۲۱           | ۳۶         | حلقه‌ای | ۰.۹۶۸۴ | ۰۳ دقیقه و ۳۶ ثانیه | ۱۸°۱۲′شمالی ۱۲۲°۴۸′غربی / ۱۸٫۲°شمالی ۱۲۲٫۸°غربی | ۱۲۵ کیلومتر (۷۸ مایل)  |                 | [ ۱ ] |
| ۶ سپتامبر ۸۱۴  | ۰۸:۱۳:۳۵           | ۴۱         | کامل   | ۱.۰۴۸۲ | ۰۴ دقیقه و ۲۲ ثانیه | ۱۸°۴۲′جنوبی ۱۴۰°۱۸′شرقی / ۱۸٫۷°جنوبی ۱۴۰٫۳°شرقی | ۱۸۴ کیلومتر (۱۱۴ مایل) |                 | [ ۱ ] |
| ۲ مارس ۸۱۳     | ۰۳:۵۶:۲۹           | ۴۶         | حلقه‌ای | ۰.۹۳۵۳ | ۰۷ دقیقه و ۴۶ ثانیه | ۲۷°۵۴′جنوبی ۱۳۷°۳۶′غربی / ۲۷٫۹°جنوبی ۱۳۷٫۶°غربی | ۲۵۳ کیلومتر (۱۵۷ مایل) |                 | [ ۱ ] |
| ۲۶ اوت ۸۱۳     | ۰۰:۳۷:۱۵           | ۵۱         | کامل   | ۱.۰۶۰۵ | ۰۵ دقیقه و ۱۳ ثانیه | ۲۵°۲۴′شمالی ۹۳°۴۸′غربی / ۲۵٫۴°شمالی ۹۳٫۸°غربی   | ۲۰۳ کیلومتر (۱۲۶ مایل) |                 | [ ۱ ] |
| ۱۹ فوریه ۸۱۲   | ۰۴:۰۸:۰۰           | ۵۶         | جزئی   | ۰.۹۲۰۲ | —                   | ۷۰°۲۴′جنوبی ۱۰°۱۸′غربی / ۷۰٫۴°جنوبی ۱۰٫۳°غربی   | —                      |                 | [ ۱ ] |
| ۱۵ اوت ۸۱۲     | ۱۵:۲۶:۲۷           | ۶۱         | کامل   | ۱.۰۱۲۱ | ۰۰ دقیقه و ۴۲ ثانیه | ۷۹°۱۲′شمالی ۱۲۷°۲۴′شرقی / ۷۹٫۲°شمالی ۱۲۷٫۴°شرقی | ۱۴۰ کیلومتر (۸۷ مایل)  |                 | [ ۱ ] |
| ۹ ژانویه ۸۱۱   | ۲۱:۲۸:۴۵           | ۲۸         | جزئی   | ۰.۸۳۲۴ | —                   | ۶۶°۴۸′شمالی ۴۷°۰۶′غربی / ۶۶٫۸°شمالی ۴۷٫۱°غربی   | —                      |                 | [ ۱ ] |
| ۶ ژوئیه ۸۱۱    | ۱۰:۲۸:۱۰           | ۳۳         | جزئی   | ۰.۸۸۱۵ | —                   | ۶۶°۰۰′جنوبی ۱۲۳°۱۲′شرقی / ۶۶٫۰°جنوبی ۱۲۳٫۲°شرقی | —                      |                 | [ ۱ ] |
| ۳۰ دسامبر ۸۱۱  | ۱۱:۵۹:۳۷           | ۳۸         | کامل   | ۱.۰۴۶۷ | ۰۴ دقیقه و ۳۳ ثانیه | ۱°۳۶′جنوبی ۹۵°۱۲′شرقی / ۱٫۶°جنوبی ۹۵٫۲°شرقی     | ۱۶۸ کیلومتر (۱۰۴ مایل) |                 | [ ۱ ] |
| ۲۵ ژوئن ۸۱۰    | ۱۱:۰۸:۰۶           | ۴۳         | حلقه‌ای | ۰.۹۴۸۶ | ۰۷ دقیقه و ۰۴ ثانیه | ۶°۲۴′شمالی ۱۰۵°۴۸′شرقی / ۶٫۴°شمالی ۱۰۵٫۸°شرقی   | ۱۹۸ کیلومتر (۱۲۳ مایل) |                 | [ ۱ ] |
| ۲۰ دسامبر ۸۱۰  | ۰۳:۳۷:۵۲           | ۴۸         | کامل   | ۱.۰۳۳۱ | ۰۲ دقیقه و ۴۵ ثانیه | ۴۰°۳۰′جنوبی ۱۴۶°۲۴′غربی / ۴۰٫۵°جنوبی ۱۴۶٫۴°غربی | ۱۱۷ کیلومتر (۷۳ مایل)  |                 | [ ۱ ] |
| ۱۳ ژوئن ۸۰۹    | ۱۴:۰۰:۴۱           | ۵۳         | حلقه‌ای | ۰.۹۸۲۵ | ۰۱ دقیقه و ۳۴ ثانیه | ۵۰°۰۰′شمالی ۴۹°۵۴′شرقی / ۵۰٫۰°شمالی ۴۹٫۹°شرقی   | ۷۰ کیلومتر (۴۳ مایل)   |                 | [ ۱ ] |
| ۸ دسامبر ۸۰۹   | ۱۵:۴۳:۵۱           | ۵۸         | جزئی   | ۰.۹۴۴۱ | —                   | ۶۳°۴۸′جنوبی ۱۱۱°۳۰′غربی / ۶۳٫۸°جنوبی ۱۱۱٫۵°غربی | —                      |                 | [ ۱ ] |
| ۴ مه ۸۰۸       | ۱۶:۱۰:۱۶           | ۲۵         | جزئی   | ۰.۳۵۶۰ | —                   | ۶۱°۳۶′جنوبی ۹۱°۳۰′شرقی / ۶۱٫۶°جنوبی ۹۱٫۵°شرقی   | —                      |                 | [ ۱ ] |
| ۲ ژوئن ۸۰۸     | ۲۳:۵۸:۲۵           | ۶۳         | جزئی   | ۰.۶۲۴۸ | —                   | ۶۳°۱۲′شمالی ۱۳۰°۱۲′شرقی / ۶۳٫۲°شمالی ۱۳۰٫۲°شرقی | —                      |                 | [ ۱ ] |
| ۲۹ اکتبر ۸۰۸   | ۰۱:۵۶:۳۹           | ۳۰         | جزئی   | ۰.۵۰۴۶ | —                   | ۶۱°۰۶′شمالی ۵۱°۰۰′غربی / ۶۱٫۱°شمالی ۵۱٫۰°غربی   | —                      |                 | [ ۱ ] |
| ۲۴ آوریل ۸۰۷   | ۰۹:۱۰:۲۳           | ۳۵         | کامل   | ۱.۰۷۵۲ | ۰۵ دقیقه و ۵۶ ثانیه | ۲۳°۰۶′جنوبی ۱۵۰°۴۲′شرقی / ۲۳٫۱°جنوبی ۱۵۰٫۷°شرقی | ۳۰۰ کیلومتر (۱۹۰ مایل) |                 | [ ۱ ] |
| ۱۸ اکتبر ۸۰۷   | ۰۱:۱۱:۰۴           | ۴۰         | حلقه‌ای | ۰.۹۲۸۶ | ۰۷ دقیقه و ۴۷ ثانیه | ۲۴°۴۲′شمالی ۹۰°۴۸′غربی / ۲۴٫۷°شمالی ۹۰٫۸°غربی   | ۳۲۲ کیلومتر (۲۰۰ مایل) |                 | [ ۱ ] |
| ۱۴ آوریل ۸۰۶   | ۰۱:۱۷:۲۵           | ۴۵         | کامل   | ۱.۰۴۴۵ | ۰۳ دقیقه و ۵۰ ثانیه | ۱۳°۰۰′شمالی ۱۱۱°۴۲′غربی / ۱۳٫۰°شمالی ۱۱۱٫۷°غربی | ۱۵۰ کیلومتر (۹۳ مایل)  |                 | [ ۱ ] |
| ۷ اکتبر ۸۰۶    | ۰۵:۳۶:۱۱           | ۵۰         | حلقه‌ای | ۰.۹۸۰۸ | ۰۱ دقیقه و ۵۳ ثانیه | ۹°۱۲′جنوبی ۱۷۸°۳۰′غربی / ۹٫۲°جنوبی ۱۷۸٫۵°غربی   | ۶۹ کیلومتر (۴۳ مایل)   |                 | [ ۱ ] |
| ۲ آوریل ۸۰۵    | ۱۲:۰۴:۲۲           | ۵۵         | حلقه‌ای | ۰.۹۷۵۹ | ۰۱ دقیقه و ۴۴ ثانیه | ۵۶°۲۴′شمالی ۳۵°۳۰′شرقی / ۵۶٫۴°شمالی ۳۵٫۵°شرقی   | ۲۵۰ کیلومتر (۱۶۰ مایل) |                 | [ ۱ ] |
| ۲۵ سپتامبر ۸۰۵ | ۱۷:۲۰:۲۹           | ۶۰         | کامل   | ۱.۰۲۸۴ | ۰۲ دقیقه و ۰۳ ثانیه | ۴۴°۴۲′جنوبی ۲۴°۴۲′غربی / ۴۴٫۷°جنوبی ۲۴٫۷°غربی   | ۱۶۷ کیلومتر (۱۰۴ مایل) |                 | [ ۱ ] |
| ۲۰ فوریه ۸۰۴   | ۲۲:۵۸:۴۷           | ۲۷         | جزئی   | ۰.۶۲۵۹ | —                   | ۶۱°۲۴′جنوبی ۴۷°۲۴′شرقی / ۶۱٫۴°جنوبی ۴۷٫۴°شرقی   | —                      |                 | [ ۱ ] |
| ۱۷ اوت ۸۰۴     | ۰۰:۲۰:۴۸           | ۳۲         | جزئی   | ۰.۷۹۹۷ | —                   | ۶۲°۰۰′شمالی ۳۰°۴۸′شرقی / ۶۲٫۰°شمالی ۳۰٫۸°شرقی   | —                      |                 | [ ۱ ] |
| ۱۵ سپتامبر ۸۰۴ | ۰۹:۱۳:۱۰           | ۷۰         | جزئی   | ۰.۰۹۶۶ | —                   | ۶۱°۰۰′جنوبی ۵۴°۱۲′شرقی / ۶۱٫۰°جنوبی ۵۴٫۲°شرقی   | —                      |                 | [ ۱ ] |
| ۱۰ فوریه ۸۰۳   | ۰۰:۰۲:۰۱           | ۳۷         | حلقه‌ای | ۰.۹۵۳۹ | ۰۴ دقیقه و ۲۳ ثانیه | ۴۱°۵۴′جنوبی ۷۱°۰۰′غربی / ۴۱٫۹°جنوبی ۷۱٫۰°غربی   | ۱۸۸ کیلومتر (۱۱۷ مایل) |                 | [ ۱ ] |
| ۶ اوت ۸۰۳      | ۱۳:۵۹:۰۳           | ۴۲         | مرکب   | ۱.۰۰۹۴ | ۰۰ دقیقه و ۴۸ ثانیه | ۴۲°۱۸′شمالی ۷۲°۵۴′شرقی / ۴۲٫۳°شمالی ۷۲٫۹°شرقی   | ۳۶ کیلومتر (۲۲ مایل)   |                 | [ ۱ ] |
| ۳۰ ژانویه ۸۰۲  | ۰۷:۳۵:۲۶           | ۴۷         | مرکب   | ۱.۰۰۶۱ | ۰۰ دقیقه و ۳۸ ثانیه | ۴°۱۸′جنوبی ۱۵۶°۱۸′شرقی / ۴٫۳°جنوبی ۱۵۶٫۳°شرقی   | ۲۲ کیلومتر (۱۴ مایل)   |                 | [ ۱ ] |
| ۲۶ ژوئیه ۸۰۲   | ۲۰:۵۹:۱۱           | ۵۲         | حلقه‌ای | ۰.۹۶۰۶ | ۰۴ دقیقه و ۵۷ ثانیه | ۱°۵۴′شمالی ۴۸°۴۸′غربی / ۱٫۹°شمالی ۴۸٫۸°غربی     | ۱۵۲ کیلومتر (۹۴ مایل)  |                 | [ ۱ ] |
| ۱۹ ژانویه ۸۰۱  | ۲۱:۲۳:۰۲           | ۵۷         | کامل   | ۱.۰۳۴۶ | ۰۲ دقیقه و ۳۷ ثانیه | ۴۹°۲۴′شمالی ۶۸°۱۲′غربی / ۴۹٫۴°شمالی ۶۸٫۲°غربی   | ۴۱۷ کیلومتر (۲۵۹ مایل) |                 | [ ۱ ] |
| ۱۴ ژوئیه ۸۰۱   | ۲۲:۰۲:۱۷           | ۶۲         | جزئی   | ۰.۷۷۱۳ | —                   | ۶۴°۲۴′جنوبی ۸۶°۴۲′غربی / ۶۴٫۴°جنوبی ۸۶٫۷°غربی   | —                      |                 | [ ۱ ] |
| ۱۰ دسامبر ۸۰۱  | ۰۲:۱۶:۳۴           | ۲۹         | جزئی   | ۰.۸۵۶۵ | —                   | ۶۷°۲۴′جنوبی ۶۲°۳۰′شرقی / ۶۷٫۴°جنوبی ۶۲٫۵°شرقی   | —                      |                 | [ ۱ ] |